# Eurygyrus euboeus
Eurygyrus euboeus är en mångfotingart som först beskrevs av Karl Wilhelm Verhoeff 1901.  Eurygyrus euboeus ingår i släktet Eurygyrus och familjen Schizopetalidae. Inga underarter finns listade i Catalogue of Life.